# Частица
Частица във физическите науки е малък локализиран обект, към който могат да се отнесат няколко физични или химични свойства, като например обем, плътност или маса. Частиците могат да се различават в широки граници по размер или количество, от субатомни частици като електрони, до микроскопични частици като атоми и молекули, до макроскопични частици като прахове и други гранулирани материали. Частиците могат да се използват и за създаването на научни модели на дори по-големи обекти в зависимост от плътността им, като например хора, движещи се в тълпа, или небесни тела в движение. Терминът „частица“ е твърде общ по значение и се уточнява при нужда в различните научни полета.

## Концептуални свойства
Концепцията на частиците е особено полезна при моделирането на природни феномени, тъй като пълното обработване на много феномени може да е сложно и да включва трудни изчисления. Тя може да бъде използвана за правене на опростени предположения, засягащи участващите процеси. Обработването на голям брой частици попада в областта на статистическата физика.

### Размер
Терминът „частица“ обикновено се прилага към три различни класа размери. Макроскопична частица се отнася за частици, които са доста по-големи от атомите и молекулите. Те обикновено се абстрахират като материални точки, макар да имат обем, форма, структура и т.н. Примери за макроскопични частици са прах, пясък, отломки след пътно произшествие или дори обекти с големината на звезди в галактика. Микроскопичните частици обикновено са частици с размер, вариращ от този на атомите до този на молекулите, като например въглероден диоксид, наночастици и колоидни частици. Тези частици се изучават от химията, както и от атомната и молекулната физика. Най-малките частици се наричат субатомни частици, тоест частици, по-малки от атоми. Това включва частиците, които съставляват атомите: протони, неутрони и електрони плюс някои други частици, когато могат да бъдат създадени чрез ускорители на частици или космически лъчи. Този вид частици се изучават от физиката на елементарните частици.
Поради техният изключително малък размер, изучаването на микроскопичните и субатомните частици попада в сферата на квантовата механика. Те участват в някои феномени като корпускулярно-вълнов дуализъм, а в много ситуации възниква и важния въпрос относно тъждествеността на частиците.

### Състав
Частиците могат да се класифицират и според състава си. Сложните частици са частици, които са съставени от други частици. Например, атомът на въглерод-14 е съставен от шест протона, осем неутрона и шест електрона. За разлика от тях, елементарните частици са частици, които не са съставени от други частици. Според сегашното ни разбиране за света, съществуват само малко такива частици, като лептони, кварки и глуони. Все пак, не е изключено някои от тези частици впоследствие да се окажат, че са сложни частици и че изглеждат елементарни само в даден момент. И докато сложните частици често могат да се считат за материални точки, само елементарните частици са истински точкови.

### Стабилност
Елементарните и сложните частици изпитват разпад. Тези, които не се разпадат, се наричат стабилни частици – такива са електроните или ядрото на хелий-4. Продължителността на живота на стабилните частици може да е или безкрайност или достатъчно голяма, за да се провалят опитите за наблюдение на разпад. По принцип дадена частица се разлага от високо енергийно ниво на по-ниско енергийно ниво чрез излъчване, например на фотони.

## Разпределение на частиците
Колоидните частици съставляват така наречените колоиди. Колоидът е вид вещество, което на микроскопично ниво е равномерно разпределено сред някакво друго вещество. Колоидните системи могат да са твърди, течни или газообразни. Могат да бъдат, също така, непрекъснати или разпръснати. Частиците в разпръсната фаза могат да имат диаметър от между 5 и 200 нанометра. Разтворимите частици, които са по-малки от тези размери, биха образували разтвор, вместо колоид. Колоидните системи са обектът на изследване на колоидната химия. Разтворените твърди тела могат да се съдържат в дадена течност, докато твърдите или течните частици, разпръснати в газ, заедно образуват аерозол. Частиците могат да се разпръснат и като фини прахови частици, които представляват замърсяване на въздуха. По-големите частици по подобен начин могат да образуват морски или космически отпадъци. Съвкупността от разнородни твърди макроскопични частици може да бъде описана като гранулиран материал.